# Mosaic de la caça del cérvol
El Mosaic de la caça al cérvol és un mosaic existent a l'interior de la "Casa de la violació d'Elena" a Pella, antiga capital del Regne de Macedònia. L'obra, avui conservada en el "Museu Arqueològic de Pella" (Pella) és signada per l'artista grec Gnosis però es considera pugui haver estat inspirada per una obra pictòrica de Melant de Sició. Els personatges que hi apareixen són identificats amb Alexandre Magne, Hefestió i Peritas, el ca de Alexandre.

## Descripció
La disposició de les figures, amb els caçadors sobre els dos extrems de la presa, les armes alçades, l'esguard de l'animal, la posició de l'home de la dreta de l'observador (és a dir Alexandre), recorda un altre mosaic existent a Pella: el "Mosaic de la caça del lleó" on els subjectes representats són Alexandre i un altre dels seus generals, Cràter. Els principals elements diferencials entre ambdós mosaics està en els animals participants en l'escena.

## Interpretació
El caçador situat a la dreta del cérvol, armat d'espasa, és considerat Alexandre Magne. El caçador de l'esquerra, armat de destral doble, arma tradicionalment atribuida al déu grec Hefest, és identificat amb el general macedoni Hefestió, amic i amant de Alexandre. El ca de caça és en conseqüència identificat amb Peritas, el nom del ca de Alexandre Magne ens ha pervingut per fonts històriques antigues (Flavi Arrià, Diodor de Sicília, Plini el Vell).